# Charles Ferdinand Ramuz
Charles Ferdinand Ramuz, né le 24 septembre 1878 à Lausanne où il meurt le 23 mai 1947, est un écrivain et poète suisse. Son œuvre comprend des romans, des essais et des poèmes où figurent au premier plan les espoirs et les désirs de l'être humain. Ramuz s'est inspiré d'autres formes d'art (notamment la peinture et le cinéma) pour contribuer à la redéfinition du roman.

## Biographie

### Famille, jeunesse et formation
Charles Ferdinand Ramuz est né le 24 septembre 1878 à Lausanne,,. Il est le troisième enfant d'un mariage entre son père Émile, tenancier d'une épicerie de denrées coloniales et de vin, et sa mère Louise (née Davel), descendante du major Abraham Davel,. Avant sa naissance, la famille a connu deux malheurs avec la mort en bas âge des deux aînés : Charles et Ferdinand. Le prénom de Charles Ferdinand Ramuz est d'ailleurs un rappel des deux prénoms de ses frères disparus. Par la suite, la famille s'agrandit avec la naissance d'une sœur, Berthe, puis d'un frère cadet, Oscar. N'aimant pas son « prénom d'archiduc », Charles Ferdinand choisit de l'abréger C. F. Le patronyme se prononce « Ramu ».
Un article nécrologique est consacré à Émile Ramuz lors de son décès le 15 février 1910 dans Nouvelliste vaudois du 17 février 1910, où il est indiqué qu'il est né le 10 février 1847 à Sullens et a été élevé à Mex. Il fut d'abord agriculteur, puis négociant de 1863 à 1895, date où il revint à l'agriculture, puis s'était retiré pour devenir administrateur de la Société des Chocolats Croisier et de la Société suisse d'ameublement. Il a également fait partie du Conseil communal de Lausanne de 1901 à fin 1909. Recruté en 1866 dans l'infanterie, il était parvenu au grade de capitaine et avait pris part en 1870-71 à l'occupation des frontières de la guerre franco-allemande. Au moment de son décès, il habitait avec son épouse avenue de Beaulieu 5 à Lausanne, et a été enterré au cimetière de la Pontaise, qui aujourd'hui n'existe plus. Louise Ramuz-Davel meurt quant à elle le 20 juin 1925 dans sa 74e années, et le culte a lieu à l'église de Cully. D'autres mentions d'articles de journaux sont consacrés à Émile Ramuz de manière moins connue. Dans le journal L'Estafette du 26 août 1873 on y lit à l'état civil de Lausanne qu'Émile-Charles Ramuz et Jeanne-Louise-Henriette Davel se marient le 24 août 1873. Dans le Nouvelliste vaudois du 24 mai 1876, l'annonce du décès de Charles-Isaac-Emmanuel fils d'Émile Ramuz, le 14 mai, à l'âge de 22 ans, habitant rue du Maupas 12. L'âge de l'enfant est faux, car l'article de l'Estafette du 22 mai, indique quant à lui, 22 mois. Dans Nouvelliste vaudois du 2 juillet 1878, est annoncé le décès de Ferdinand, âgé de deux ans 1/2, survenu le 18 juin et habitant rue Haldimand 6 à Lausanne. L'indicateur des adresses de Lausanne de l'édition 1880 indique comme adresse d'Émile Ramuz, la rue Haldimand 6, ceux de 1886 et 1895, la rue du Pré-du-Marché, 10 bis,. Dans la rubrique du 24 Heures, Hier et aujourd'hui, du 11 mai 1991, où sont comparées deux photos d'époque, l'une de 1903 et l'autre en 1991, la prise de vue du lieu mentionne également l'épicerie d'Émile Ramuz à la rue Haldimand par ces termes : « La maison tout à gauche, qui fait angle avec la rue Haldimand, accueillit en 1876 la famille de Charles-Émile Ramuz-Davel; dans cet immeuble, rue Haldimand 6, naquit en 1878 Charles Ferdinand, notre écrivain. L'épicerie que les parents Ramuz ont tenue jusqu'en 1882-1885 subsista jusqu'à l'arrivée, vers 1925 du droguiste Alfred Widmer. En 1903, l'épicerie appartient à Paul Campiche, alors que le magasin suivant est le salon de coiffure d'Alexis Cuérel-Bron, installé dès 1903 ». La fondation Ramuz indique qu'à la suite d'une dégradation de son état de santé, Émile Ramuz s’installe avec sa famille à la campagne, à Cheseaux-sur-Lausanne, où il acquiert une ferme dont l’exploitation est confiée à un employé. Mis en pension à Lausanne dans la famille Grivel, Charles Ferdinand Ramuz se lie avec Benjamin Grivel, de deux ans son aîné. En 1900, après la vente du domaine de Cheseaux, installation de la famille Ramuz à Lausanne, à Joli-Site, route de Morges.
Durant sa jeunesse, C. F. Ramuz vit donc d'abord à Lausanne, puis à Cheseaux-sur-Lausanne, et poursuit ses études dans des établissements vaudois,. La famille vit dans un certain confort matériel, les affaires paternelles étant plutôt prospères, et tournée vers les idées, la mère de Ramuz affichant une proximité avec l'église protestante libre. Une fois sa scolarité primaire terminée, Ramuz entre au Gymnase classique de Lausanne en 1894 et en réussit sa maturité en 1896. Puis, il entreprend une licence ès lettres à l'Université de Lausanne, diplôme qu'il obtient en 1900. Il enseigne ensuite au collège d'Aubonne.
Ces années vaudoises sont l'occasion pour lui d'affirmer son intérêt pour la littérature et les disciplines artistiques. En 1896, Ramuz voyage à Karlsruhe et y rédige ses premiers poèmes. À cette occasion, le jeune homme prend la résolution de devenir écrivain, vocation qui sera encouragée par sa mère.
À 20 ans, Ramuz suit sa vocation littéraire et part pour Paris au cours de l'hiver 1900-1901. Rejoignant une ville majeure des arts et de la littérature, son objectif est de poursuivre sa formation en y effectuant une thèse de doctorat, dont le sujet porte sur l’œuvre du poète français Maurice de Guérin,.

### Années parisiennes
Jusqu'en 1904, les débuts parisiens de C. F. Ramuz sont difficiles et solitaires. Malgré de premières recherches, il abandonne rapidement son projet de thèse. En réalité, le jeune homme est profondément transformé par son contact avec les lettres classiques françaises. Il commence notamment à y découvrir son rapport à la « langue vaudoise », une forme de français marquée par un rythme et des intonations particuliers. Plus tard, l'auteur évoque cette période – faite de longs séjours parisiens entrecoupés de retours en Suisse pour les vacances – en expliquant qu'elle lui a permis de s'affirmer en tant que Vaudois.

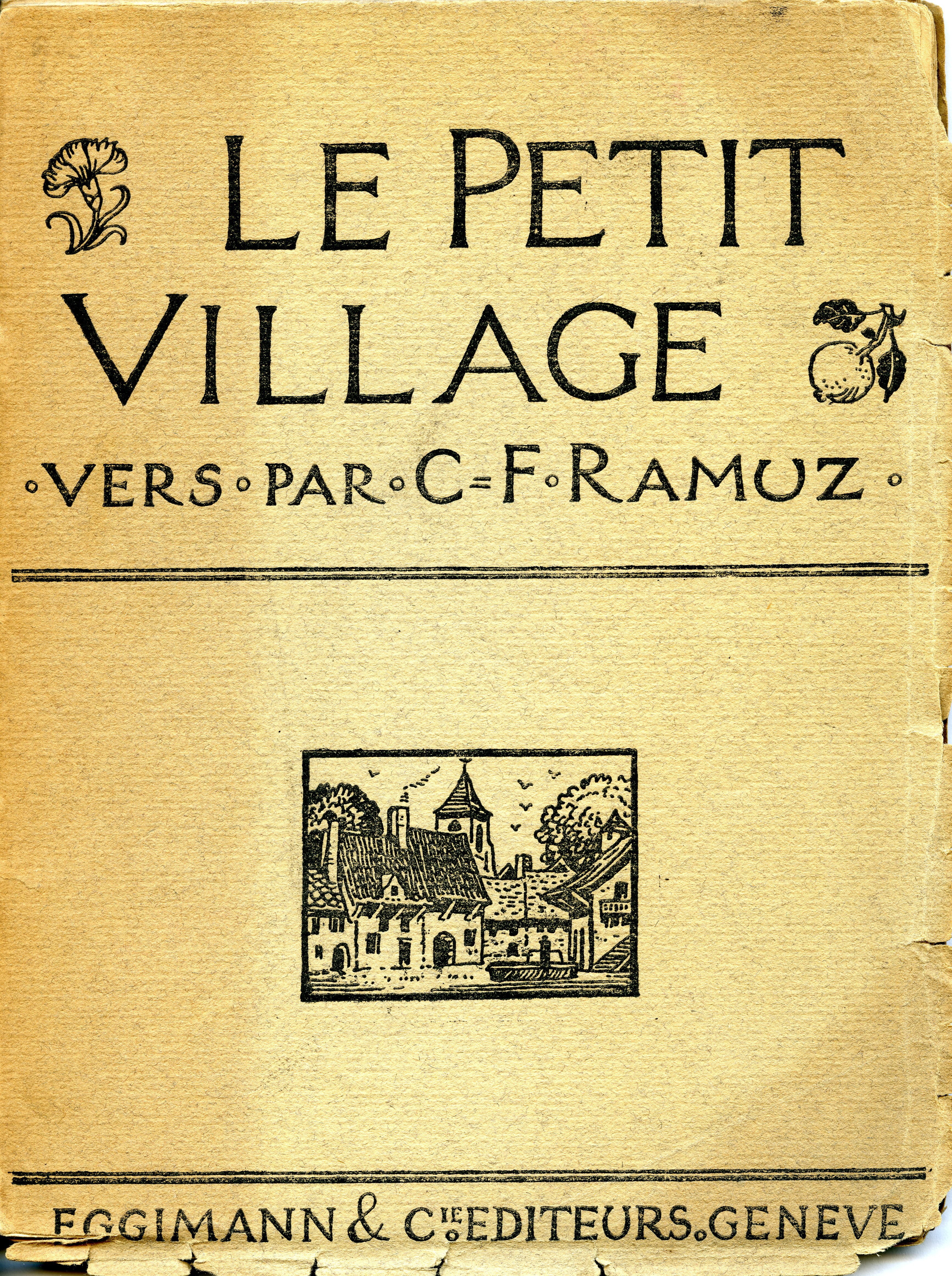
Édition originale du Petit Village, ornée d'une vignette d'Edmond Reuter

Après l'abandon de ses études doctorales, Ramuz écrit ses premiers textes,. Il publie ainsi son premier recueil de poésie à compte d'auteur en 1903 : Le Petit Village. Par ailleurs, il s'attèle à la rédaction d'un roman, Aline, qui sera publié en 1905 aux éditions Perrin.
À partir de 1904, Ramuz trouve ses marques dans les sociétés littéraires romandes et parisiennes,. Il partage alors son temps entre Paris, la Suisse romande et différentes destinations de voyage. Dans la capitale française, il est introduit dans le salon d'Édouard Rod, qui sera d'ailleurs l'intermédiaire permettant au jeune écrivain de publier son roman Aline. Paris offre l'occasion à Ramuz de fréquenter de nombreux écrivains et artistes, suisses ou français : il partage un temps un logement avec Charles-Albert Cingria, rencontre le peintre René Auberjonois, avec qui il se lie d'amitié ; il y retrouve Henry Spiess et Adrien Bovy, et il y fait également la connaissance des frères Tharaud et d'André Gide.
Ses collaborations se font plus nombreuses,. Ainsi, il écrit pour des titres romands phares comme la Gazette de Lausanne, le Journal de Genève ou la Bibliothèque universelle et crée la revue La Voile latine. Le rythme de ses publications littéraires augmente également. Quatre autres romans sont ainsi édités durant cette période - Les Circonstances de la vie (1907), Jean-Luc persécuté (1909), Aimé Pache, peintre vaudois (1910) et Vie de Samuel Belet (1913) - ainsi qu'un recueil en prose - Adieu à beaucoup de personnages. Ces publications lui valent un début de reconnaissance par ses pairs. Le roman Les Circonstances de la vie est en effet sélectionné pour le Prix Goncourt, et Aimé Pache, peintre vaudois reçoit le Prix Rambert en 1912,.
Sur le plan personnel, Ramuz rencontre Cécile Cellier, une artiste peintre originaire de Neuchâtel, durant ces années,. Le couple se marie en 1913 et accueille la naissance d’une fille, Marianne, la même année.
En juin 1914, la famille quitte définitivement Paris, quelques semaines avant le début de la Première Guerre mondiale.

### Retour en Suisse, période desCahiers vaudoiset évolution stylistique
À leur retour en Suisse, les Ramuz s'installent à Lausanne. Charles Ferdinand y poursuit sa carrière littéraire en soutenant notamment ses amis Edmond Gilliard et Paul Budry qui viennent de créer les Cahiers vaudois, publication littéraire sur le modèle des Cahiers de la quinzaine de Charles Péguy. À cette occasion, Ramuz signe le manifeste de la revue sous forme d'un essai : Raison d'être. Les mois suivants, il occupe la direction de la rédaction et y publie plusieurs textes.
Durant cette période, Ramuz montre un intérêt marqué pour d'autres formes artistiques que l'écriture,. Inspiré par la peinture et la musique, il publie un texte sur Paul Cézanne - L'exemple de Cézanne (1914) - et entame une collaboration avec Igor Stravinsky alors réfugié en Suisse. Celle-ci aboutira pour le Vaudois à l'écriture de plusieurs textes comme Noces, Renard et surtout l'un de ses chefs-d’œuvre, Histoire du soldat publié en 1918 et accompagné d'une musique écrite par le compositeur russe.
À partir de cette époque, le style de l'auteur évolue et s'affirme. Le caractère explicatif de ses romans s'efface progressivement au profit d'un traitement plus épique des évènements et des personnages. Les thèmes qu'il aborde se font également plus sombres et spirituels : la mort (Terre du ciel, 1921 et Présence de la mort, 1922), la fin du monde (Les Signes parmi nous, 1919), le mal (Le Règne de l'esprit malin, 1915), la guerre (La Guerre dans le Haut-Pays, 1917) ou les miracles (La Guérison des maladies, 1917). C'est pour l'écrivain romand une période de transition durant laquelle il élabore également une langue directe, propre à exprimer la vie des communautés paysannes et montagnardes qui constituent les viviers de ses personnages.
Sur le plan matériel, ces années sont difficiles pour Ramuz et sa famille,,. Bien qu'il obtienne une nouvelle fois le Prix Rambert en 1923 pour Passage du poète, les écrits de l'auteur sont peu prisés du public et de la critique. Le monde littéraire lui reproche notamment de s'enfermer dans ses choix stylistiques et d'adopter un langage manquant de finesse. C. F. Ramuz se retrouve progressivement isolé, aussi bien du milieu littéraire parisien que suisse.

### Signature aux éditions Grasset et maturité littéraire
À partir des années 1924 et 1925, la carrière de C. F. Ramuz connaît son plus important tournant. Grâce à ses contacts avec l'écrivain français Henry Poulaille, il parvient à signer avec la maison d'édition Grasset en 1924. Cette signature lui permet alors de retrouver une position dans les cercles littéraires francophones des années 1920 et une certaine influence auprès de ses pairs, notamment Jean Giono ou Louis-Ferdinand Céline. Les relations de Ramuz avec d'autres écrivains et artistes se font plus intenses. En 1926, il réalise ainsi un voyage en Auvergne (Puy-de-Dôme) avec Paul Budry et le peintre Henri Bischoff au cours duquel il rencontre l'écrivain Henri Pourrat, le médecin artiste Jos Jullien, l'éditeur et poète Charles Forot, et l'historien de l'art Jean-Marie Dunoyer.
Sur le plan de l'écriture, Ramuz atteint sa maturité stylistique à partir de 1925. S'ouvre alors une période prolifique durant laquelle l'écrivain publie nombre de ses œuvres majeures. Ainsi, La Grande Peur dans la montagne est publié dès 1925, suivi notamment par Farinet ou la Fausse Monnaie en 1932 ou Derborence en 1934. Les querelles qui entourent sa langue ne s'éteignent toutefois pas avec cette reconnaissance. Par exemple, Les Cahiers de la quinzaine lui consacrent un numéro en 1926, Pour ou contre Ch.-F. Ramuz, dans lequel différents auteurs prennent position sur son style. Le Vaudois se défendra en 1929 dans un plaidoyer pro domo intitulé Lettre à Bernard Grasset.

En parallèle de cette nouvelle position parisienne, Ramuz peut compter sur le soutien de l'éditeur et mécène Henry-Louis Mermod,. Celui-ci assure la bonne diffusion des œuvres ramuziennes en Suisse et permet ainsi à l'auteur de s'installer comme référence littéraire romande. Toujours en Suisse, Ramuz assure avec Gustave Roud la direction de la revue Aujourd'hui.

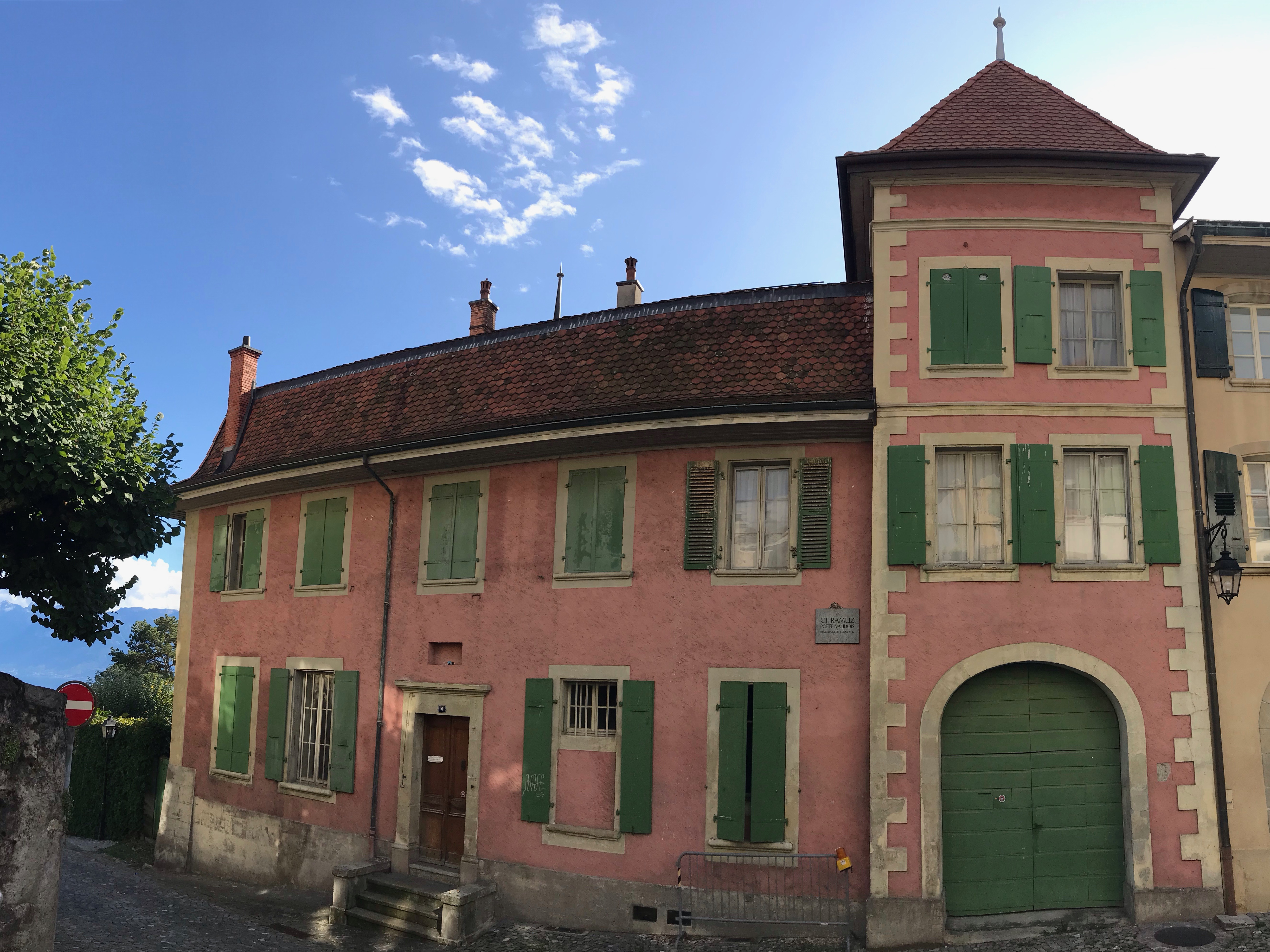
Villa La Muette à Pully. Charles Ferdinand Ramuz y a vécu avec sa famille à partir de 1930. Il y meurt en mai 1947.

À partir des années 1930, C. F. Ramuz atteint la reconnaissance littéraire. En 1930, il reçoit le Prix Romand et en 1936 grand prix de la Fondation Schiller,. La famille accède alors à une nouvelle aisance financière et l'auteur acquiert en 1930 la villa La Muette, une maison vigneronne à Pully qui surplombe le vignoble et le lac Léman.
En marge de son activité romanesque et poétique, Ramuz s'engage dans la publication d'essais à partir des années 1930. Marqué par les changements sociétaux qui émergent, le Vaudois développe une série de réflexions morales, politiques et philosophiques qui aboutit à la publication de trois essais : Taille de l'homme publié en 1933, Questions en 1935 et Besoin de grandeur en 1937.
Bien qu'il reste fidèle aux éditions Grasset et ne rejoigne pas la maison Gallimard, Ramuz publie plusieurs textes dans La Nouvelle Revue française au cours des années 1930. Il signe par exemple le texte Une main en 1933 dans lequel il aborde la question de l'infirmité physique.

### Retraite à Pully et Seconde Guerre mondiale

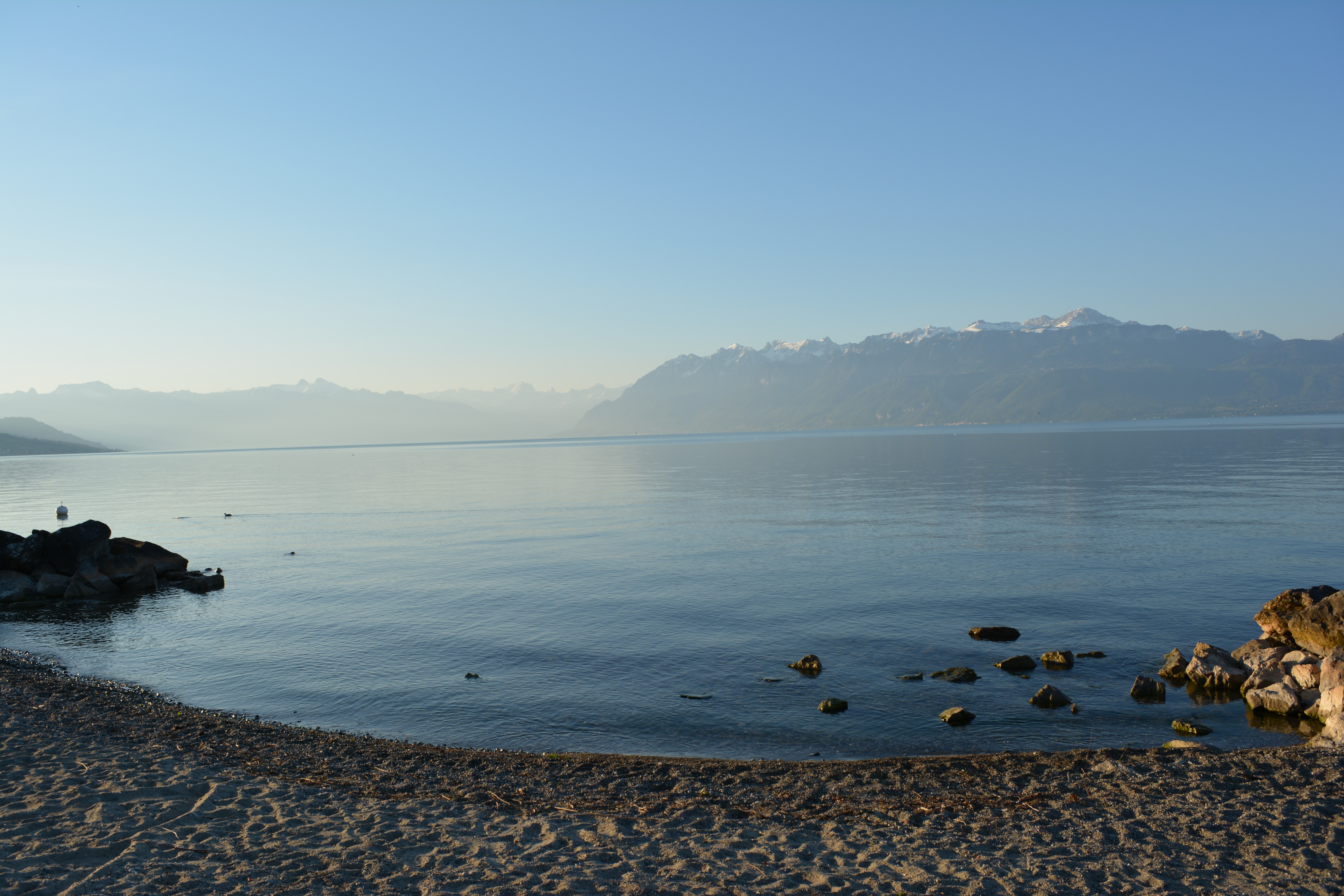
Vue sur le lac Léman et le Chablais depuis les berges de Pully.

À partir de la fin des années 1930, le travail de C. F. Ramuz prend une nouvelle orientation et devient plus autobiographique. S'il continue à publier des fictions comme La Guerre aux papiers (1942) ou des nouvelles, ses écrits abordent majoritairement ses souvenirs ainsi que les thèmes et les personnalités qui ont émaillé sa vie. À son précoce Souvenirs sur Igor Stravinsky publié en 1928, il ajoute en 1938 Paris, notes d'un Vaudois, Découverte du monde en 1939 et René Auberjonois en 1943.
Après le déclenchement de la Seconde Guerre mondiale et la défaite française de juin 1940, Ramuz se retrouve isolé, heurté par des événements en contradiction avec ses convictions personnelles. Proposé en 1943 et 1944 par la Société des écrivains suisses pour le prix Nobel de Littérature, les deux candidatures échouent. Touché finalement par la maladie, il passe les dernières années de son existence dans l'écriture - notamment de son journal - et la préparation de publications inédites ainsi que de ses œuvres complètes chez Mermod.

### Mort
Charles Ferdinand Ramuz meurt le 23 mai 1947 à La Clinique de La Source à Lausanne. Son épouse décède 9 ans plus tard, en 1956.

## Œuvre littéraire
Accointé au début de sa carrière avec le mouvement régionaliste, qui fleurit alors aussi bien en France qu'en Suisse romande, Ramuz prend ses distances en 1914, avec la publication de Raison d'être. S'il continue à prendre ses sujets dans un monde paysan à bien des égards archaïque, et fidèle à son principe selon lequel on peut atteindre à l'universel par le biais de l'extrêmement particulier, il développe alors une langue expressive et novatrice, saluée notamment par Paul Claudel et Louis-Ferdinand Céline. Par ailleurs, 1914 marque aussi la fin des romans organisés autour d'un personnage, Ramuz leur préférant dorénavant des communautés. Son œuvre, travaillée par le souci constant d'atteindre au général par la description du particulier, essentiellement tragique, questionne les genres. Ramuz remet notamment en question le cadre traditionnel du roman en le rapprochant de la poésie, participe à la réémergence de l'essai dans l'entre-deux-guerres, et écrit aussi bien des nouvelles que des « morceaux » lyriques ou métapoétiques.
Son œuvre comprend vingt-deux romans, parmi lesquels La Grande Peur dans la montagne (1925/1926), La Beauté sur la terre (1927) et Derborence (1934), plusieurs recueils de proses brèves (notamment Adieu à beaucoup de personnages et autres morceaux (1914), Salutation paysanne et autres morceaux (1921) et Nouvelles (1946)), des essais (on retiendra notamment, outre les manifestes esthétiques que sont Raison d'être (1914) et la « Lettre à Bernard Grasset » (1929), ses trois essais politiques : Taille de l'homme (1932), Questions (1935) et Besoin de grandeur (1937), de la poésie, des textes autobiographiques (Paris, notes d'un vaudois (1937) et Découverte du monde (1939)), un important journal, ainsi que l'inclassable Histoire du soldat (1920).
De nombreuses rééditions, partielles ou complètes, des œuvres de Ramuz ont été publiées. Parmi elles, notons la réédition de 24 titres par les Éditions Plaisir de Lire à Lausanne et la publication, en 2005, des romans de C. F. Ramuz en deux volumes dans La Pléiade (édition cofinancée avec le soutien financier de la Banque cantonale vaudoise et le mécénat de la banque Göhner,). Cette même année, les éditions Slatkine, à Genève, entreprennent une publication critique des Œuvres complètes de l'écrivain. L'ensemble comprend 29 volumes.

### Figure du paysan
Tout au long de son œuvre, C. F. Ramuz s'appuie fortement sur la figure du paysan. Ces personnages campagnards sont en effet confrontés à la dureté de l'existence : ils doivent tirer de la nature leurs moyens de subsistance, quels que soient les risques encourus. Ce rapport direct à la nature, à la vie et à la mort permet donc à l'auteur de développer des personnages dépourvus d'aspects et de questionnements superficiels.

### Œuvre de portée universelle
Pour Doris Jakubec, les sujets et le style ramuziens ont conduit à de nombreuses mésinterprétations de son travail, notamment en ce qui concerne son universalité. En effet, il est fréquent de voir dans les sujets locaux adoptés par l'écrivain les fondements d'un régionalisme littéraire affirmé. Toutefois, la critique littéraire réfute cette vision : les sujets locaux sont pour Ramuz des points de départ. Ils lui permettent de partir du particulier pour atteindre le général. Cette approche est d'ailleurs revendiquée par l'auteur lui-même. Ainsi, la perspective ramuzienne est bien universelle et non régionaliste puisqu'elle cherche à se départir du local.

### Rapport à la langue française
Dans sa Lettre à Bernard Grasset de 1929, Ramuz précise son rapport avec la Suisse romande : « Mon pays a toujours parlé français, et, si on veut, ce n’est que « son » français, mais il le parle de plein droit [...] parce c’est sa langue maternelle, qu’il n’a pas besoin de l’apprendre, qu’il le tire d’une chair vivante dans chacun de ceux qui y naissent à chaque heure, chaque jour. [...] Mais en même temps, étant séparé de la France politique par une frontière, il s’est trouvé demeurer étranger à un certain français commun qui s’y était constitué au cours du temps. Et mon pays a eu deux langues : une qu’il lui fallait apprendre, l’autre dont il se servait par droit de naissance; il a continué à parler sa langue en même temps qu’il s’efforçait d’écrire ce qu’on appelle chez nous, à l’école, le « bon français », et ce qui est en effet le bon français pour elle, comme une marchandise dont elle a le monopole. ». Ramuz écarte l’idée que son pays soit une province de France et dit le sens de son œuvre en français : « Je me rappelle l’inquiétude qui s’était emparée de moi en voyant combien ce fameux « bon français », qui était notre langue écrite, était incapable de nous exprimer et de m’exprimer. Je voyais partout autour de moi que, parce qu’il était pour nous une langue apprise (et en définitive une langue morte), il y avait en lui comme un principe d’interruption, qui faisait que l’impression, au lieu de se transmettre telle quelle fidèlement jusqu’à sa forme extérieure, allait se déperdant en route, comme par manque de courant, finissant par se nier elle-même [...] Je me souviens que je m’étais dit timidement : peut-être qu’on pourrait essayer de ne plus traduire. L’homme qui s’exprime vraiment ne traduit pas. Il laisse le mouvement se faire en lui jusqu’à son terme, laissant ce même mouvement grouper les mots à sa façon. L’homme qui parle n’a pas le temps de traduire [...] Nous avions deux langues : une qui passait pour « la bonne », mais dont nous nous servions mal parce qu’elle n’était pas à nous, l’autre qui était soi-disant pleine de fautes, mais dont nous nous servions bien parce qu’elle était à nous. Or, l’émotion que je ressens, je la dois aux choses d’ici... « Si j’écrivais ce langage parlé, si j’écrivais notre langage... » C’est ce que j’ai essayé de faire... » (Lettre à Bernard Grasset (citée dans sa version préoriginale parue en 1928 sous le titre Lettre à un éditeur) in Six Cahiers, no 2, Lausanne, novembre 1928).

### Conception du métier d'écrivain
Selon la spécialiste Doris Jakubec, C. F. Ramuz avait une vision artisanale du métier d'écrivain, portée par des valeurs de matérialité et de pérennité. À ses yeux, les auteurs doivent en effet créer une réalité concrète à partir de leur imaginaire intangible. Pour que ce processus créatif aboutisse, ils s'appuient sur des matières sensibles - l'encre - et des objets concrets - le stylo, la feuille de papier, le bureau. Le rapport au corps humain dans l'acte créatif, à l'aide de la main pour l'écrivain rapproche également cette profession du monde des artisans. Enfin, le soin apporté par Ramuz dans le choix de son encre et de son papier - tous deux de grande qualité - témoigne également de sa volonté d'inscrire ses manuscrits dans la durée.

## Liste des œuvres et de leurs réécritures
Note : la première année indiquée correspond à la date de la première parution en volume chez un éditeur.

### Romans
- 1905 : Aline
  - Paris : Librairie académique Didier, Perrin et Cie et Lausanne : Payot, 1905
- 1907 : Les Circonstances de la vie
  - Paris : Librairie académique Perrin & Cie et Lausanne : Payot & Cie, 1907
- 1908 : Jean-Luc persécuté
  - Paris : Librairie académique Perrin & Cie et Lausanne : Payot & Cie, 1908
- 1911 : Aimé Pache, peintre vaudois
  - Paris : Fayard et Lausanne : Payot & Cie, 1911
- 1913 : Vie de Samuel Belet
  - Paris : Librairie Ollendorff et Lausanne : Payot & Cie, 1913
- 1915 : La Guerre dans le Haut-Pays, Lausanne : C. Tarin (Cahiers vaudois).
- 1917 : Le Règne de l'esprit malin, Lausanne : Les Cahiers vaudois.
- 1917 : La Guérison des maladies
  - Lausanne : Les Cahiers Vaudois, 1917
  - Paris : Éditions Grasset, 1924[31]
- 1919 : Les Signes parmi nous
  - Lausanne : Éditions des Cahiers vaudois, 1919[32]
  - Paris : Éditions Grasset, 1931[33]
  - Lausanne : Mermod, Œuvres complètes (tome 13), 1941[34]
- 1921 : Terre du ciel ou Joie dans le ciel
  - Terre du ciel, Genève / Paris, Georg & Cie / G. Crès & Cie, 1921
  - Joie dans le ciel, Paris, Éditions Grasset, 1925
- 1922 : Présence de la mort, Genève : Georg & Cie.
- 1922 : La Séparation des races, Paris : Éditions du Monde nouveau.
- 1923 : Passage du poète, édité par les sopar ins de l'auteur; Genève : Georg & Cie; Paris : Éditions du Siècle. Remanié et renommé en Fête des Vignerons, édité en 1929, Horizons de France. Réédition aux Éditions Plaisir de Lire. Réédition en octobre 1944 par les éditions du rocher (Monaco) sur les presses du maître imprimeur Jean Bétinas sur papier pur fil en 500 exemplaires numérotés de 1 à 500 et 50 hors commerce réservés à l'auteur numérotés de I à L
- 1925 : L'Amour du monde
  - Paris : Plon, 1925
  - Lausanne : Mermod, Œuvres complètes (tome 13), 1941
- 1926 : La Grande Peur dans la montagne
  - Paris, Éditions Grasset, 1926[35]
- 1927 : La Beauté sur la terre
  - Lausanne, Mermod, 1927
  - Paris, Éditions Grasset, 1928
- 1932 : Farinet ou la Fausse Monnaie
  - Lausanne : Mermod, 1932
  - Paris : Éditions Grasset, 1932
- 1934 : Derborence
  - Lausanne : Éditions d'Aujourd'hui, 1934
- 1936 : Le Garçon savoyard
  - Lausanne, Mermod, 1936
- 1937 : Si le soleil ne revenait pas
  - Lausanne : Mermod, 1937
- 1942 : La Guerre aux papiers
  - Lausanne : Mermod, 1942

### Poésies
- 1903 : Le Petit Village (poèmes), Genève, Ch. Eggimann & Cie.
- 1904 : « Cinq poèmes en prose » et « Le Lac », dans le recueil collectif Les Pénates d'argile, Genève, Ch. Eggimann & Cie.

### Autres textes
- 1906 : La Grande Guerre du Sondrebond, Genève : A. Jullien.
- 1908 : Le Village dans la montagne, Lausanne : Payot & Cie.
- 1910 : Nouvelles et Morceaux, Lausanne : Payot & Cie.
- 1920 : Histoire du soldat, (théâtre musical, musique d'Igor Stravinsky), Lausanne : Éditions des Cahiers vaudois . Rééd. Mermod août 1944, 2000 ex. num..
- 1933 : Taille de l’homme, Lausanne : Éditions d'Aujourd'hui.
- 1933 : "Une main", Paris, Éditions Grasset
- 1943 : avec Igor Strawinski : Noces et autres histoires russes, Neuchâtel : Ides et Calendes. Rééd. : PUF, coll. Sources, 2007,  (ISBN 213056478X)[36]
- 1943 : Journal (allant de 1896 à 1942, avec discontinuités), Lausanne : Mermod . Rééd. 1945, Paris : Grasset, orné d'un portrait lithographié de Ramuz par Robert Joël. 2e édition Grasset, janvier 1949
- 1944 : Nouvelles, Lausanne : Mermod.
- 1946 : Les Servants et autres Nouvelles, Lausanne : Mermod.

- À classer :
- 1914 :
  - Raison d’être, Lausanne : C. Tarin (Cahiers vaudois).
  - Adieu à beaucoup de personnages et autres morceaux, Lausanne : Éditions des Cahiers vaudois.
  - « L’Exemple de Cézanne », dans le Cahier vaudois intitulé Par le pays.
  - Chansons, Lausanne : C. Tarin (Cahiers vaudois).
- 1917 :
  - Le Grand Printemps, Lausanne : Les Cahiers vaudois.
- 1920 :
  - Chant de notre Rhône, Genève : Georg & Cie.
- 1921 :
  - Salutation paysanne et autres morceaux, Genève : Georg & Cie.
- 1925 :
  - Le Cirque, Paris : Georg & Cie. Une version différente est publiée à la NRF (numéro 219, 1.12.1931).
- 1927 :
  - Vendanges, Lausanne : Éditions du Verseau.
- 1928 :
  - Forains, Lausanne : Mermod.
  - Six cahiers (contenant notamment : Remarques, Souvenirs sur Igor Strawinsky, Lettre à un éditeur, Seconde lettre), Lausanne : Mermod, octobre 1928 - mars 1929.
- 1932 :
  - Hommage au Major Davel, dans Thomas de Quincey, Jeanne d'Arc, Lausanne : Mermod (Aujourd'hui)
  - Portes du lac, Genève : Éditions du Portique.
  - Adam et Ève, Lausanne : Mermod (Aujourd'hui).
- 1933 :
  - Une main, Paris : Bernard Grasset.
- 1935 :
  - Questions, Lausanne : Éditions d'Aujourd'hui.
- 1936 :
  - La Suisse romande, Grenoble : B. Arthaud.
  - Besoin de grandeur, Lausanne : Mermod.
- 1937 :
  - Vendanges, revue mensuelle Mieux vivre n° 9. Direction artistique de George Besson. Édition Publirex à Villefranche (Rhône)
- 1938 :
  - Paris, notes d'un Vaudois, Lausanne : Mermod. Réédition aux Éditions Plaisir de Lire.
  - Une province qui n'en est pas une, Paris : Bernard Grasset.
- 1939 : Découverte du monde, Lausanne : Mermod. Réédition aux Éditions Plaisir de Lire.
- 1940 : L'Année vigneronne, Genève : H. Sack.
- 1941 : Adieu à beaucoup de personnages. Avec 9 dessins de René Auberjonois. [Fac-similé du manuscrit]. Lausanne : Mermod
- 1940-1941 : Œuvres complètes en 20 volumes, Lausanne, Mermod.
- 1943[36] :
  - Pays de Vaud, Lausanne : Jean Marguerat.
  - Vues sur le Valais (illustré de photographies), Bâle et Olten : Éditions Urs Graf.
  - René Auberjonois, Lausanne : Mermod.
- 1945 : Vers, Lausanne : Mermod (poèmes en prose) , dessins d'Alexandre Blanchet, tirage en 3 000 exemplaires numérotés, décembre 1945.

### Posthumes
- 1947 : Carnet de C.-F. Ramuz. Phrases notées au hasard des lectures, Lausanne, Mermod.
- 1948 : Les grands moments du XIXe siècle français, Lausanne, Mermod.
- 1949 : Fin de vie, Lausanne, Paris, Bruxelles, Milan, New York, La Guilde du Livre.
- 1949 : Journal. Dernières pages 1942-1947, Lausanne, Mermod.
- 1951 : L'Exemple de Cézanne, suivi de Pages sur Cézanne, Lausanne, Mermod.
- 1951 : Chant de Pâques, Lausanne, La Guilde du livre.
- 1951 : Le Village brûlé, Éditions Plaisir de Lire, Lausanne, La Guilde du livre.
- 1956 : Lettres 1900-1918, Lausanne, La Guilde du livre, éditions Clairefontaine.
- 1959 : Lettres 1919-1947, Étoy, Vaud; Paris; Lausanne, Les Chantres, Grasset, La Guilde du livre.
- 1967 : C.-F. Ramuz, ses amis et son temps, Lausanne, Paris, Bibliothèque des Arts, 1967-1970 (correspondance).
- 1975 : La Vie meilleure / Les Âmes dans le glacier, Lausanne, Éd. Couleurs Eugène Cordey.
- 1982 : Nouvelles, croquis, morceaux, Genève, Slatkine, 1982-1983. 3 vol.
- 1984 : Aujourd'hui : revue littéraire dirigée par C.-F. Ramuz et Gustave Roud, Genève, Slatkine.
- 1984 : Critiques d'art, Genève, Slatkine.
- 1986 : À propos de tout, Genève, Slatkine.
- 1987 : Critiques littéraires, Genève, Slatkine.
- 1989 : Correspondance Ansermet / Ramuz (1906-1941), Genève, Georg ; Paris, Eshel.
- 1990 : Montée au Grand Saint-Bernard, Rezé, éd. Séquences.
- 1992 : Le Gros Poisson du lac, (texte de 1914), Rezé, éd. Séquences.
- 1999 : Notes du Louvre 1902-1903, Cossonay-Ville, Éditions Plaisir de Lire.
- 2013 : Posés les uns à côté des autres, in vol XXVIII OC, Genève, Slatkine [rééd. Zoé, Genève, 2020]

## Postérité

### Prix et distinctions

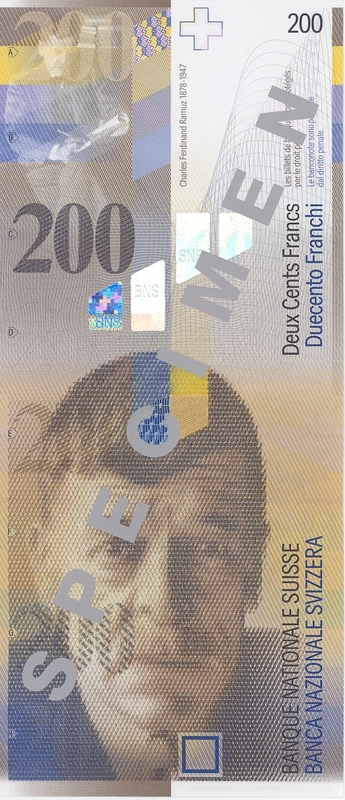
Portrait de Ramuz, au recto du billet de 200 francs (de 1997 à 2018).

- 1912 : prix Rambert pour Aimé Pache, peintre vaudois[21]
- 1923 : prix Rambert pour Passage du poète[21]
- 1943 et 1944 : la Société des écrivains suisses propose le nom de C. F. Ramuz pour l'attribution du prix Nobel de Littérature. Ces deux candidatures seront des échecs.

### Iconographie
- Charles Ferdinand Ramuz, buste en bronze, par Otto Bänninger, signé OB 1942-1948, dim; h: 42 cm[37].
- Portrait de Charles Ferdinand Ramuz, gravure par Claude Raimbourg.

### Commémorations
- 1972 : la Poste suisse émet un timbre d'une valeur faciale de 0,20 CHF représentant le portrait de l'écrivain vaudois accompagné de sa signature autographe
- 1997 - 2018 : La Banque nationale suisse décide de consacrer à C. F. Ramuz son billet de 200 francs suisses[1]
- Les Chemins de fer fédéraux donnent le nom de Charles Ferdinand Ramuz à l'un des trains RABDe 500, le RABDe 500 023-2, qui circulent dans le pays[38],[39]
- Plusieurs lieux de la région portent son nom : une avenue à Pully, un collège à Lausanne[40], ainsi que la médiathèque d'Évian-les-Bains[41].

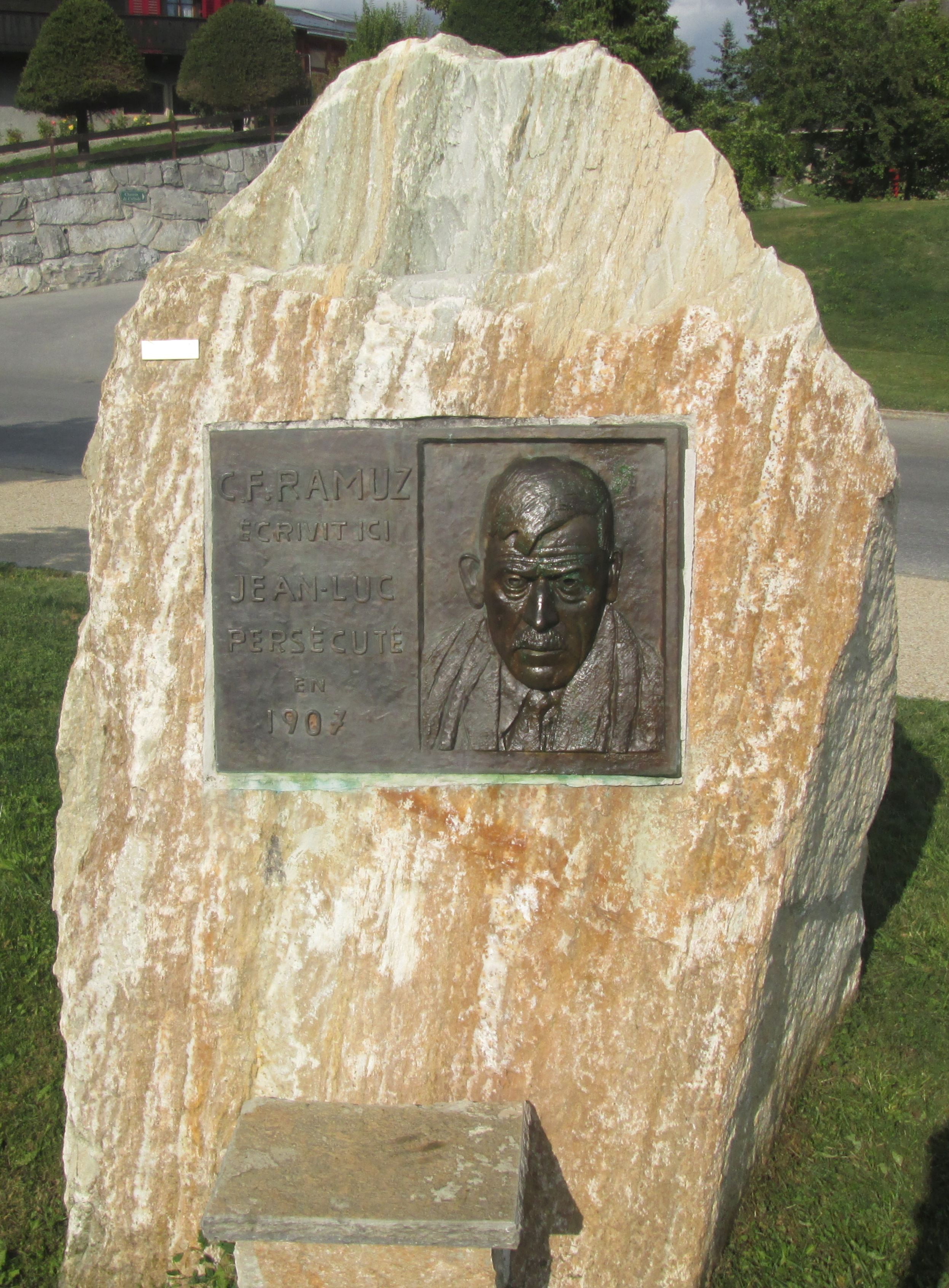
Plaque commémorative de Charles Ferdinand Ramuz à Lens en Valais.

- Plaque à Lens (Valais)Plaque commémorative de Charles Ferdinand Ramuz à Lens en Valais.

### Conservation et promotion du patrimoine ramuzien

#### Édition des œuvres complètes et éditions critiques
À la fin des années 1990, le Centre de recherche sur la littérature romande prend contact avec les éditions Gallimard dans le but de faire une édition critique de certains textes dans la collection La Pléiade. Tandis que la maison d'édition parisienne accepte un projet de publication des œuvres romanesques en deux volumes, le petit-fils de l'écrivain vaudois annonce refuser ce projet. Celui-ci a en effet entamé des négociations avec un autre éditeur, Bernard Campiche, dans le but de réaliser la publication des œuvres complètes de son grand-père. Les mois suivants, une controverse anime le milieu académique et éditorial ramuzien autour des deux projets : tandis que certains souhaitent la réalisation d'un travail académique reconnu chez Gallimard - qui permette donc de considérer C. F. Ramuz comme un auteur classique de langue française - d'autres privilégient l'accessibilité des textes de l'écrivain au grand public. Finalement, après plusieurs mois de discussions, un projet global conciliant les deux options est arrêté.
En 2001, ce projet couplant à la fois la publication des œuvres complètes de l'auteur ainsi que l'édition critique des textes romanesques dans la Pléiade est lancé,. Soutenu financièrement par plusieurs fondations ainsi que les autorités culturelles vaudoises et fédérales à hauteur de 5 millions de francs suisses, le projet dure au total 12 ans et mobilise une quarantaine de chercheurs. Il donne lieu à un total de 29 tomes édités par Slatkine, en plus des deux volumes chez La Pléiade, qui réunissent l'intégralité des œuvres romanesques.

#### Numérisation des œuvres
En 2018, l'association la Bibliothèque numérique romande annonce travailler à la numérisation des écrits de C. F. Ramuz. Ce travail entrepris par les bénévoles de l'association suit la libération des droits associés aux textes de l'écrivain, décédé un peu plus de 70 ans plus tôt. Spécialiste de Ramuz, l'auteur Stéphane Pétermann indique que cette initiative ne génère pas de concurrence déloyale avec les activités des maisons d'édition classiques. En effet, l'association travaille à la numérisation des textes bruts tandis que les universitaires éditent principalement des ouvrages et des recueils critiques.

#### Société des amis de Ramuz
Une association est créée à Tours (au sein de l'université) en 1980 dans le but de diffuser et faire connaître l’œuvre de l'écrivain vaudois. L'association organise ainsi des conférences et des colloques, collecte des ouvrages et des articles ayant trait à l'auteur ou à son œuvre et édite certains textes rares ou inédits. L'association a pu compter sur le soutien de Marianne Olivieri-Ramuz, la fille de l'auteur. Celle-ci a notamment cédé gratuitement plusieurs droits sur certains textes pour faciliter les activités éditoriales de la société.

#### VillaLa Muette
Après la mort de l'écrivain, la villa reste la maison familiale des Ramuz. Sa femme y réside jusqu'à sa mort en 1956, tout comme sa fille jusqu'en 2012. Durant ce temps, le bureau de l'écrivain ainsi que ses effets personnels sont conservés intacts à La Muette.

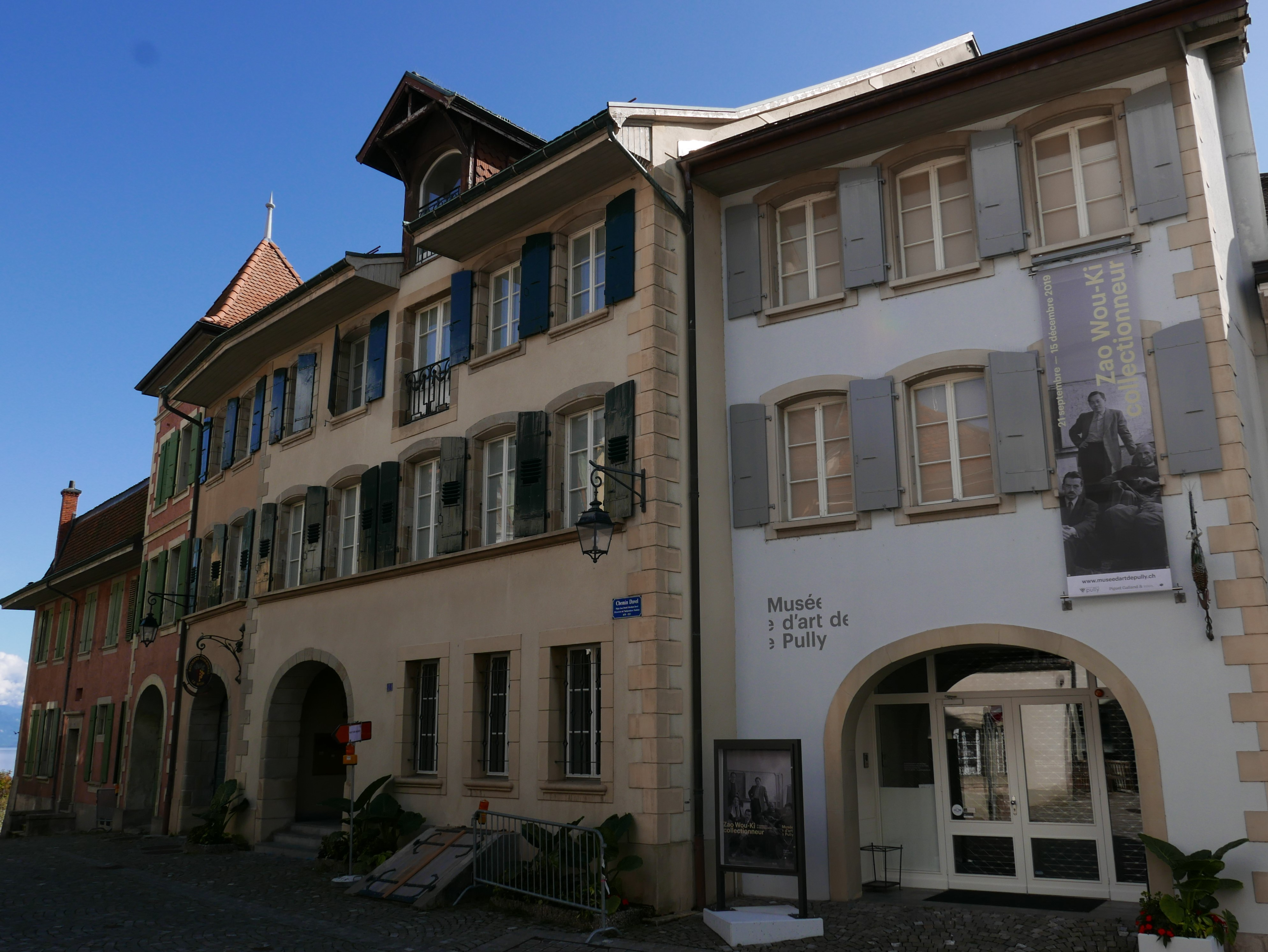
Vue sur le musée d'art de Pully. À l'extrême gauche, la maison à la façade rose surplombée d'une petite tour est la villa La Muette.

À la mort de la fille de l'écrivain, les héritiers souhaitent faire évoluer l'intérieur de la maison dont l'état se délabre,. Ils indiquent souhaiter transformer le bâtiment en trois espaces locatifs : deux consacrés à l'habitation et un à des activités culturelles. Ils contactent à cet effet la municipalité de Pully, dont le musée d'art occupe déjà la maison attenante à La Muette, qui se montre intéressée. De leur côté, les autorités culturelles cantonales sont consultées mais ne manifestent pas d'intérêt pour monter un projet de plus grande ampleur.
Les autorités municipales et les héritiers créent ainsi un projet d'exposition d'un peu plus de 100 m2 au premier étage de la maison. Les héritiers insistent sur le fait qu'ils ne souhaitent pas voir la villa devenir une maison muséale classique, espace culturel à leurs yeux dépassé. Ils souhaitent donc que l'espace culturel soit moderne et mise sur l'interactivité, ceci afin d'intéresser les jeunes générations à l’œuvre de leur aïeul. Articulé autour de 4 espaces, le projet culturel permettrait de retracer la vie de l'écrivain, de découvrir ses personnages romanesques principaux, de visiter un cabinet de curiosités composés d'objets expliquant certains aspects de son œuvre et enfin de voir le bureau de l'auteur.
Malgré des critiques, notamment des Verts vaudois et d'un comité associatif souhaitant préserver la villa intacte, la municipalité de Pully autorise les transformations et vote les crédits nécessaires à la réalisation de l'espace muséal. À la suite de cette décision, l'association Patrimoine suisse dépose un recours. Pour elle, la villa La Muette présente un intérêt patrimonial et culturel important qui sera partiellement dénaturé par le projet locatif. Au printemps 2019, le Tribunal cantonal rejette ce recours. Si les juges reconnaissent le bien-fondé de l'argumentaire patrimonial, ils estiment toutefois que le financement nécessaire pour l'entretien de la bâtisse est insuffisant sans un projet présentant des garanties de rentabilité. Après ce jugement, Patrimoine suisse annonce qu'elle ne portera pas l'affaire devant le Tribunal fédéral.

### Films tirés de ses œuvres
- 1933 : Rapt de Dimitri Kirsanoff tourné à Lens, Suisse
- 1938 : Le Règne de l'esprit malin de Max Haufler, avec Michel Simon dans le rôle de Luc
- 1939 : L'Or dans la montagne (Farinet) de Max Haufler, avec Jean-Louis Barrault dans le rôle du faux-monnayeur Farinet, musique d'Arthur Honegger
- 1965 :  Jean-Luc persécuté  de Claude Goretta
- 1966 :  La Grande Peur dans la Montagne  de Pierre Cardinal, avec Marie-Christine Barrault et Philippe Clay
- 1966 :  Aline  de François Weyergans
- 1967 :  Le garçon savoyard  de Jean-Claude Diserens
- 1968 :  La Fille Sauvage  de Maya Simon (film 16 mm, perdu)
- 1968 :  La Beauté sur la Terre  de Pierre Cardinal
- 1982 :  La Grande Guerre du Sondrebond  d’Alain Bloch
- 1983 :  Adam et Ève  de Michel Soutter
- 1984 :  Rapt ou la Séparation des races  de Pierre Koralnik
- 1984 :  Derborence  de Francis Reusser, avec Bruno Cremer dans le rôle de Séraphin
- 1987 :  Si le soleil ne revenait pas  de Claude Goretta, avec Charles Vanel dans le rôle du vieil Anzévui
- 1996 :  Farinet, héros et hors-la-loi  d’Yvan Butler
- 1997 :  C.F. Ramuz, l’apparition de la beauté  de Pierre-André Thiébaud
- 1998 :  Guerre dans le Haut-Pays (ou l'amour en guerre) de Francis Reusser
- 2006 :  La Grande Peur dans la montagne  de Claudio Tonetti

### Interprétations
- La Grande guerre du Sonderbund, Le Cirque (Léon Francioli, Daniel Bourquin)
- L'Histoire du Soldat (Jean Villard dit Gilles, le clown Dimitri)
- Toi Partout, de Denis Maillefer (inspiré par les nouvelles Salutations Paysannes et L'Amour de la Fille et du Garçon)
- Le Garçon savoyard, Gérard Demierre, Cully, du 27 août au 12 septembre 2009.

### Bandes dessinées
- Charles-Ferdinand Ramuz et Daniel Casanave, L'Histoire du soldat, éditions Six pieds sous terre, collection « Blanche », 2005  (ISBN 9782910431631).
- Charles-Ferdinand Ramuz et Matthieu Berthod, L'Homme perdu dans le brouillard, éditions Les Impressions nouvelles, collection « Traverses », 2011  (ISBN 9782874491115). Reprend quatre nouvelles de Ramuz (parues dans Nouvelles et morceaux) : L'Homme perdu dans le brouillard, La Grande Alice, Le Tout-Vieux et La Paix du ciel.